# Sehnensatz

Sehnensatz

Der Sehnensatz ist ein Satz aus der Elementargeometrie und beschreibt eine Beziehung zwischen den Strecken, die von zwei sich schneidenden Kreissehnen gebildet werden.
Genauer besagt er:
Schneiden sich in einem Kreis zwei Sehnen in einem Punkt {\displaystyle S}, so ist das Produkt der dadurch gebildeten Abschnitte auf der einen Sehne gleich dem Produkt der Abschnitte auf der anderen Sehne.

## Geschichte
Euklid formulierte und bewies den Sehnensatz in seinen Elementen (Buch III, § 35).

## Formulierung des Satzes
Gegeben sei ein Kreis mit zwei Sehnen, die sich in einem Punkt {\displaystyle S} schneiden. Die Schnittpunkte des Kreises mit der einen Sehne seien mit {\displaystyle A} und {\displaystyle C}, die mit der anderen Sehne mit {\displaystyle B} und {\displaystyle D} bezeichnet.
Dann gilt:
{\displaystyle {\overline {AS}}\cdot {\overline {CS}}={\overline {BS}}\cdot {\overline {DS}}}
Die Aussage kann auch als Verhältnisgleichung formuliert werden:
{\displaystyle {\overline {AS}}:{\overline {DS}}={\overline {BS}}:{\overline {CS}}}

## Umkehrung
Es gilt auch die Umkehrung des Satzes:
Wenn für die Diagonalen eines Vierecks {\displaystyle ABCD} mit dem Diagonalenschnittpunkt {\displaystyle S} gilt:
{\displaystyle {\overline {AS}}\cdot {\overline {CS}}={\overline {BS}}\cdot {\overline {DS}}}
dann besitzt dieses Viereck einen Umkreis, das heißt, es ist ein Sehnenviereck.

## Zusammenhang mit dem Höhensatz

Sehnensatz als Höhensatz
<=> h^{2}=pq

Der Sehnensatz lässt sich auch als eine Verallgemeinerung des Höhensatzes von Euklid auffassen. Wählt man die beiden Sehnen nämlich so, dass eine von ihnen dem Durchmesser entspricht und die andere auf ihr senkrecht steht, so bilden deren Endpunkte mit den Endpunkten des Durchmessers nach dem Satz des Thales ein rechtwinkliges Dreieck und die Aussage des Sehnensatzes entspricht in dieser Konfiguration der des Höhensatzes von Euklid.

## Herleitung

Der Satz ergibt sich unmittelbar aus in der Konfiguration auftretenden ähnlichen Dreiecken. Für die Dreiecke ASD and BSC gilt nämlich:
{\displaystyle {\begin{aligned}\angle ADS&=\angle SCB\,({\text{Umfangswinkel ueber AB}})\\\angle SAD&=\angle CBS\,({\text{Umfangswinkel ueber CD}})\\\angle DSA&=\angle BSC\,({\text{Scheitelwinkel}})\end{aligned}}}
Damit sind die beiden Dreiecke ähnlich und es folgt somit:
{\displaystyle {\frac {AS}{SD}}={\frac {BS}{SC}}\Leftrightarrow |AS|\cdot |SC|=|BS|\cdot |SD|}
Ein rechnerischer Nachweis mit Hilfe des Satzes von Vieta ist in dem Artikel Potenz (Geometrie) enthalten.